# Emily Machnow
Emily Machnow (n. 1 septembrie 1897, Stockholm, Suedia-Norvegia – d. 23 noiembrie 1974, Malmö, Malmöhus⁠(d), Suedia) a fost o înotătoare ce a reprezentat Suedia, medaliată olimpică. A participat la o ediție a Jocurilor Olimpice (1920) în care a câștigat o medalie de bronz.

## Participări
Lista de mai jos prezintă principalele competiții la care a participat Emily Machnow de-a lungul carierei.
- swimming at the 1920 Summer Olympics – women's 4 × 100 metre freestyle relay[*]